# Ženijní velitelství (Hradec Králové)
Ženijní velitelství (též pevnostní dům či generálský dům) je budova z 18. století, která byla postavena jako součást pevnosti Hradec Králové. Stojí v Hradci Králové v ulici Československé armády čp. 219.

## Historie
Objekt byl vybudován v letech 1787–97 (1778–80) a sloužil nejprve jako ubytování velitelů hradecké posádky. Poté byl využíván jako sídlo ženijní správy královéhradecké pevnosti a po zrušení pevnosti byl v domě zřízen byt generála, který byl velitelem místní posádky. Jako byt generála byl pak objekt využíván až do konce 2. světové války. V poslední čtvrtině 20. století mělo v objektu sídlo východočeské pracoviště Státního ústavu pro rekonstrukci památkových měst a objektů (tzv. SÚRPMO).
Od roku 1958 je budova chráněnou kulturní památkou. V současné době (2021) je v přízemí provozována restaurace.

## Architektura
Barokně klasicistní stavba vznikla podle projektu podplukovníka Kleindorfa, který vedl celou stavbu pevnosti Hradec Králové. Objekt je situován ve svahu: směrem do ulice je jednopatrový a směrem do zahrady pouze přízemní. Střecha je sedlová. Fasáda je omítaná, natřená v odstínech žluté a bílé. Hlavní průčelí je osmiosé, okna mají ploché šambrány. Prostory v přízemí jsou zaklenuté plochými klenbami s lunetami, první patro je plochostropé.